# Bartholomaeus Coloniensis
Bartholomaeus Coloniensis, auch Bartholomäus von Köln, Bartholomäus Zehenter, Bartholomäus Zehender und Bartholomaeus Decimator, (* um 1460; † um 1516 in Minden) war ein deutscher Humanist und Rektor der Mindener Domschule.
Bartholomaeus Coloniensis, ein Schüler des Alexander Hegius in Deventer, war selbst Lehrer in Deventer, Alkmaar (1511–1513), Zwolle und Münster. Er unterrichtete unter anderem auch Erasmus von Rotterdam, und Hermann von dem Busche soll ihn gekannt haben. Zusammen mit Rudolph von Langen reformierte er die Domschule in Münster. Schließlich ging er als Rektor an die Domschule in Minden. Sein Nachfolger dort wurde Johann Pollius.

## Schriften
- Bartholomaei Coloniensis Ecloga bucolici carminis. Silva carminum. Eingeleitet, herausgegeben und übersetzt von Christina Meckelnborg und Bernd Schneider. Harrassowitz Verlag, Wiesbaden 1995 (Gratia. Bamberger Schriften zur Renaissanceforschung 26).
- Dialogus mythologicus[1][2]
- Epistula mythologica[3]